# Lannea ledermannii
Lannea ledermannii är en sumakväxtart som beskrevs av Adolf Engler. Lannea ledermannii ingår i släktet Lannea och familjen sumakväxter. Inga underarter finns listade i Catalogue of Life.